# مقاطعة روبرتز (داكوتا الجنوبية)
روبرتز (بالإنجليزية: Roberts)‏ هي إحدى مقاطعات ولاية داكوتا الجنوبية في الولايات المتحدة الأمريكية.